# روبرت إي. فلمنج
روبرت إي. فلمنج (بالإنجليزية: Robert E. Fleming)‏ هو صحفي أمريكي، ولد في 1936.